# Armenak Arzrouni
Armenak Arzrouni (en armenio: Արմենակ Արծրունի 1901–1963), que trabajó bajo el monónimo Armand, fue una fotógrafa armenia, con base en Egipto.

## Biografía
Nacido en agosto de 1901 en Erzurum, entonces parte del imperio otomano. Vino con su padre a Alejandría, Egipto en 1907. En la escuela,  tenía pasión por dibujar. Empezó trabajando como una aprendiz bajo Nadir, un fotógrafo de Alejandría. En 1925,  viaja a El Cairo como ayudante del Sr. Zola, un fotógrafo judío austriaco y renombrado retratista, en su estudio en Ard el-Sherif, cercano a la calle Midan Mustafa Kamel. Zola la envió a Austria para aprender sobre colorizaciones de fotografías blanco y negro, así como la técnica de airbrush y el uso de carbón vegetal y tiza. A la muerte de Zola, en 1930, Arzrouni abrió su estudio propio en Midan Mustafa Kamel bajo el nombre de Estudio Armand. Su padre le construyó una ampliadora gigante capaz de manejar negativos con dimensiones grandes. 
Para mediados de los 1950, su primer estudio estuvo cerca de la destrucción, así que abrió un segundo estudio en 1956, en la calle Talaat Harb (quien fue una persona relevante en el Cine de Egipto. Se especializó en fotografía de retrato, y tomó fotografías de políticos, estrellas de cine, famosos bailarines de cabaret, así como miembros de la familia real. La Revolución egipcia de 1952 no obstaculizó su carrera, y continuó tomando fotografías de personas famosas, como Gamal Abdel Nasser y los jefes de Estado extranjeros que visitaban Egipto. Era especialmente bien conocida por elaborar encuadres de fotografías de boda. También ocasionalmente recibía órdenes para fotografías de hoteles y tiendas de departamento. Su hijo Armand trabajó como su ayudante tan temprano como 1960, y tomó el estudio después de su muerte en 1963. Firmaba sus fotografías en la misma manera que su progenitor.